# جورج رامزي كوك
جورج رامزي كوك هو مؤرخ كندي، ولد في 28 نوفمبر 1931 في Alameda, Saskatchewan ‏ في كندا، وتوفي في 14 يوليو 2016 في تورونتو في كندا بسبب سرطان البنكرياس.